# ابن اعثم
أبو محمد أحمد بن أعثم الکوفی الکندی مورخ عرب و شیعه در قرن دوم و سوم هجری است که به دلیل نگارش «الفتوح» شهرت دارد. کتاب الفتوح که نسخه‌ای از آن تا به امروز باقی مانده، منبع مهمی در مورد تاریخ عرب از خلافت عثمان تا هارون عباسی، رویدادهای عراق و فتوحات در خراسان، ارمنستان، آذربایجان و جنگ‌های عرب–خزر و عرب–روم است. اگرچه ابن اعثم از منابع مختلفی نقل می‌کند، اما او بیشتر تحت تأثیر استاد هم‌عصرش المدائنی است.
در مقایسه با کتاب فتوح البلدان نوشتهٔ بلاذری، گرچه کتاب البلاذری کامل‌تر است، ابن اعثم در کتاب فتوح‌اش به جزئیاتی مانند اتفاقات داخلی عراق در زمان فتوحات می‌پردازد و تنها متمرکز بر فتوحات نیست.
کتاب فتوح ابن اعثم به دستور یکی از بزرگان خوارزم و خراسان که نام وی مشخص نیست و با القاب قوام‌الدولة والدین، حاتم‌الزمان از وی یاد شده، توسط احمد بن محمد مستوفی هروی به فارسی ترجمه شده‌است. بخشی از کتاب تاریخ ابن اعثم نیز در ۵۹۶ق/۱۲۰۰م به دستور همان قوام‌الدوله به وسیله دو مترجم از عربی به فارسی ترجمه شده‌است.
نام مترجمان را رضی‌الدین سیدالکتاب و مؤیدالدین ماثرنابادی گفته‌اند، اما در منابع در این‌باره اختلاف است.